# 雷米吉奧·莫拉雷斯·貝穆德斯
雷米吉奧·莫拉雷斯·貝穆德斯（Remigio Morales Bermúdez，1836年9月30日—1894年4月1日）是秘魯政治人物，1890年當選秘魯總統，但任期未滿即病逝。